# Leucania legraini
Leucania legraini är en fjärilsart som beskrevs av Plante 1922. Leucania legraini ingår i släktet Leucania och familjen nattflyn. Inga underarter finns listade i Catalogue of Life.